# كاب أركونا
كاب أركونا - الذي سمي على اسم راس كاب أركونا في جزيرة روغن- عبارة محيط ألمانية وسفينة رائدة في هامبورغ. قامت برحلتها الأولى في 29 أكتوبر 1927، وكانت تقل الركاب والبضائع بين ألمانيا والساحل الشرقي لأمريكا الجنوبية، وكانت في ذلك الوقت أكبر وأسرع سفينة. 
في عام 1942 عملت في الفيلم الدعائي النازي التيتانيك. في عام 1945، قامت بإجلاء ما يقرب من 26,000 من الجنود والمدنيين الألمان من شرق بروسيا قبل تقدم الجيش الأحمر.

## في الثقافة الشعبية

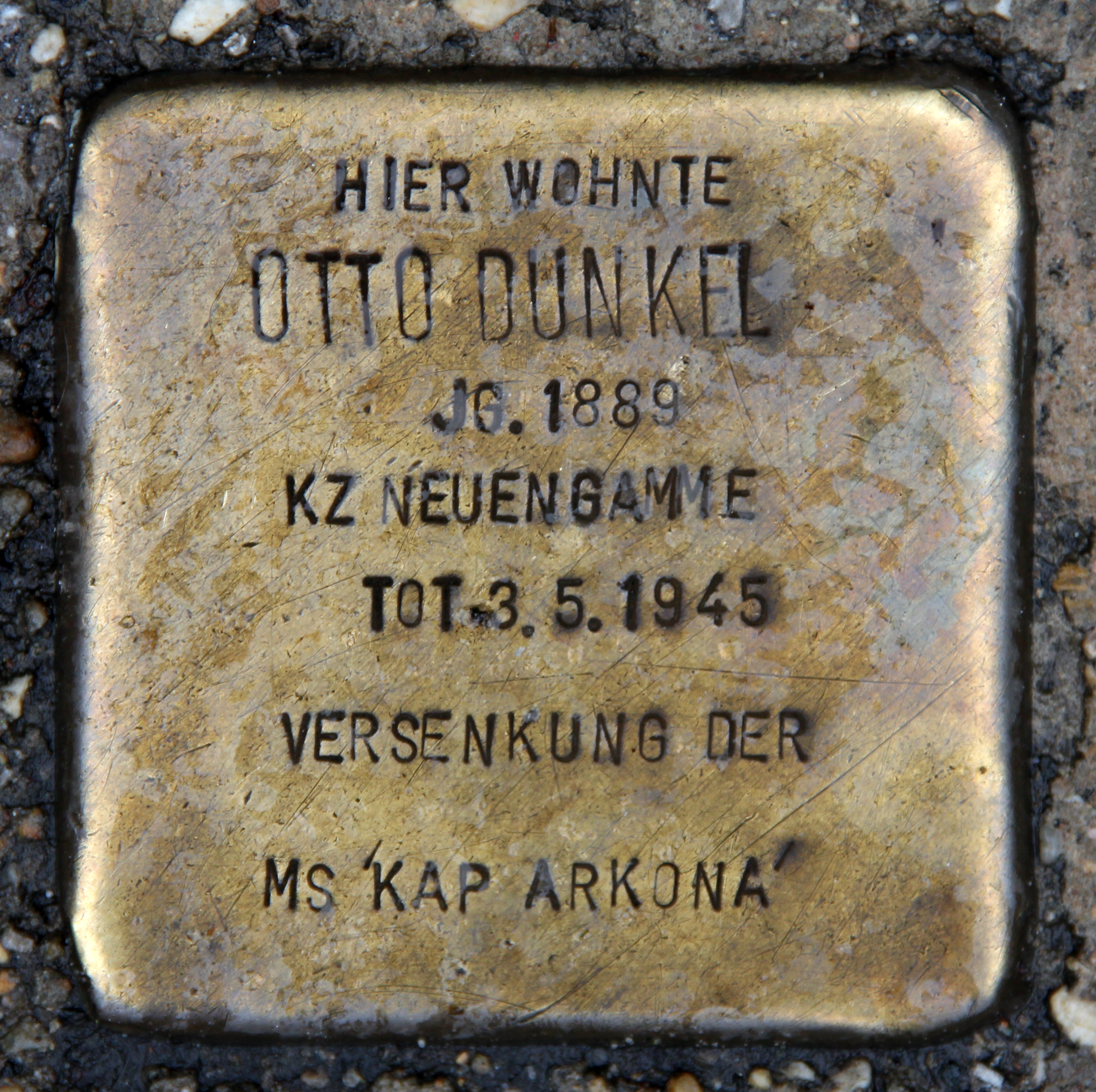
مثال على "Stolperstein" (حجر عثرة) في Berlin-Niederschöneweide ، ألمانيا.

## معرض صور

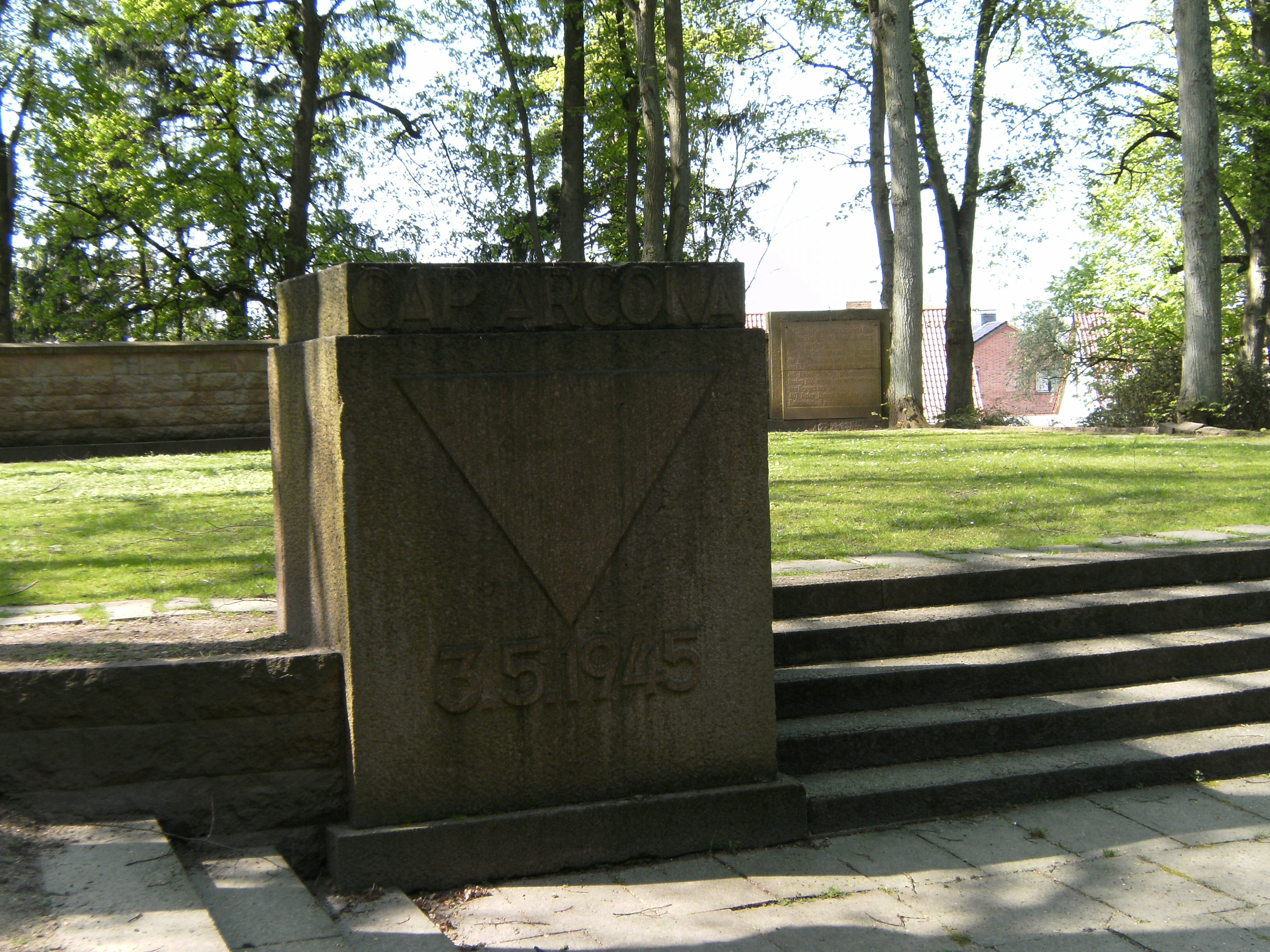
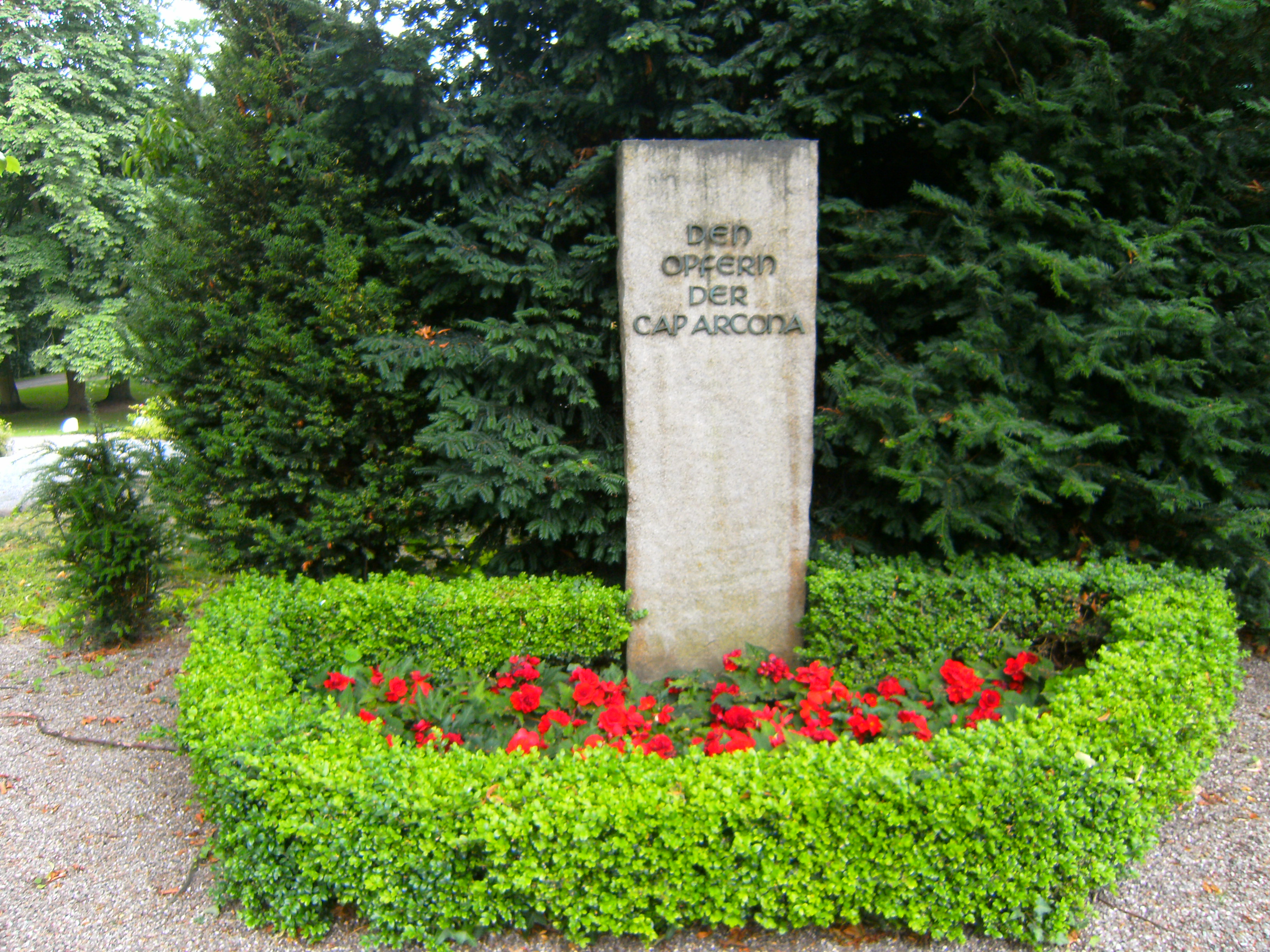
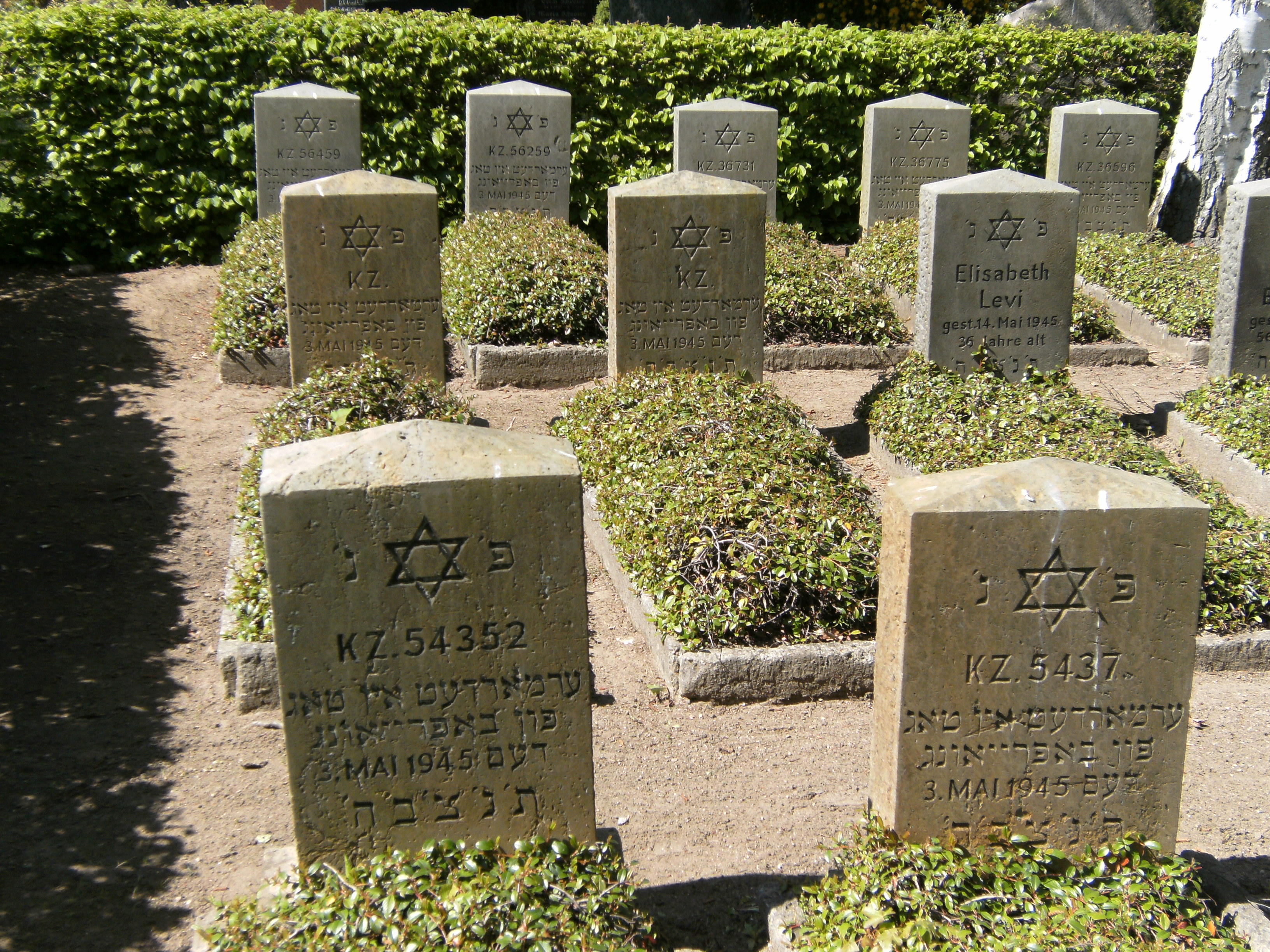
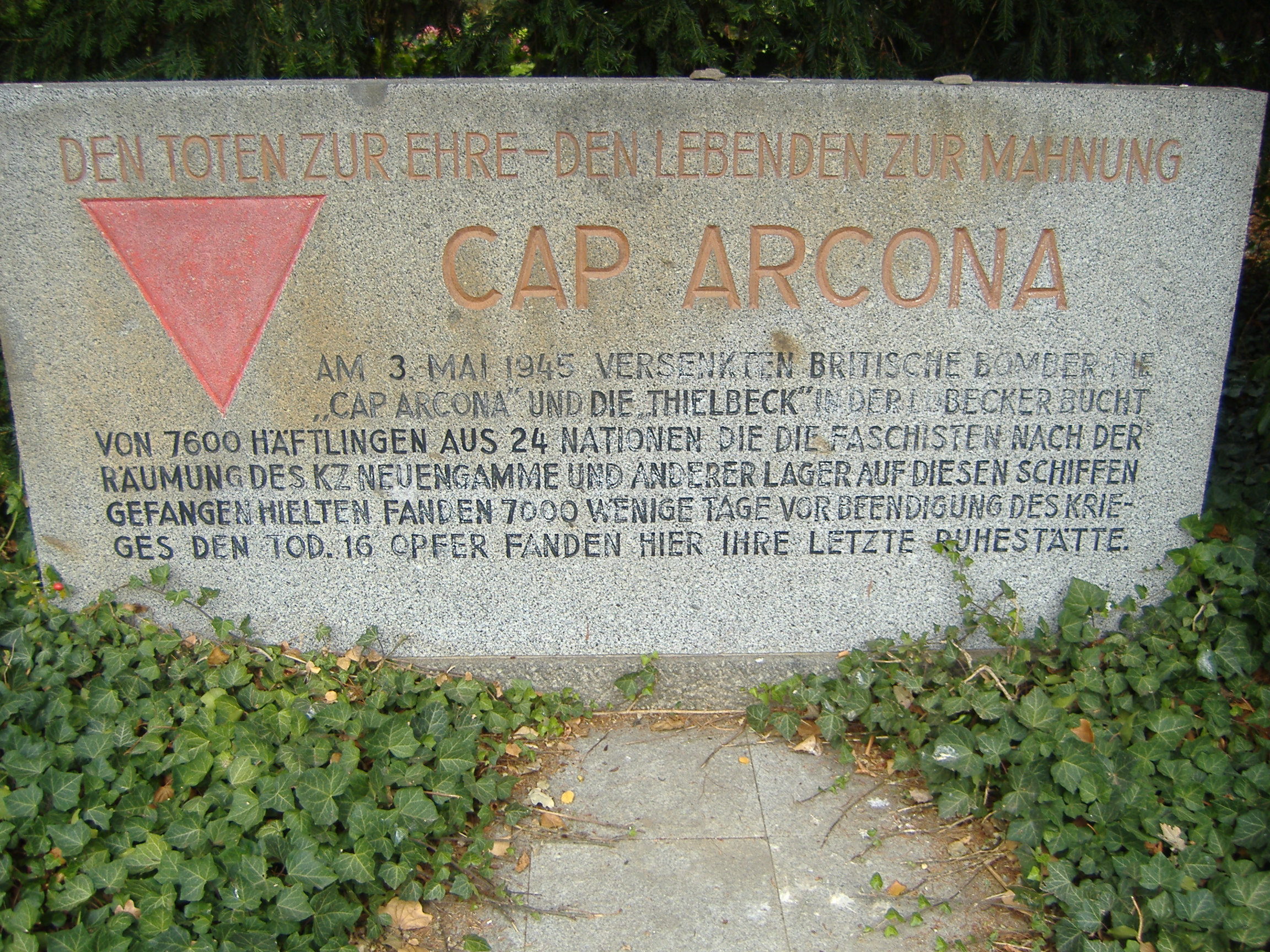
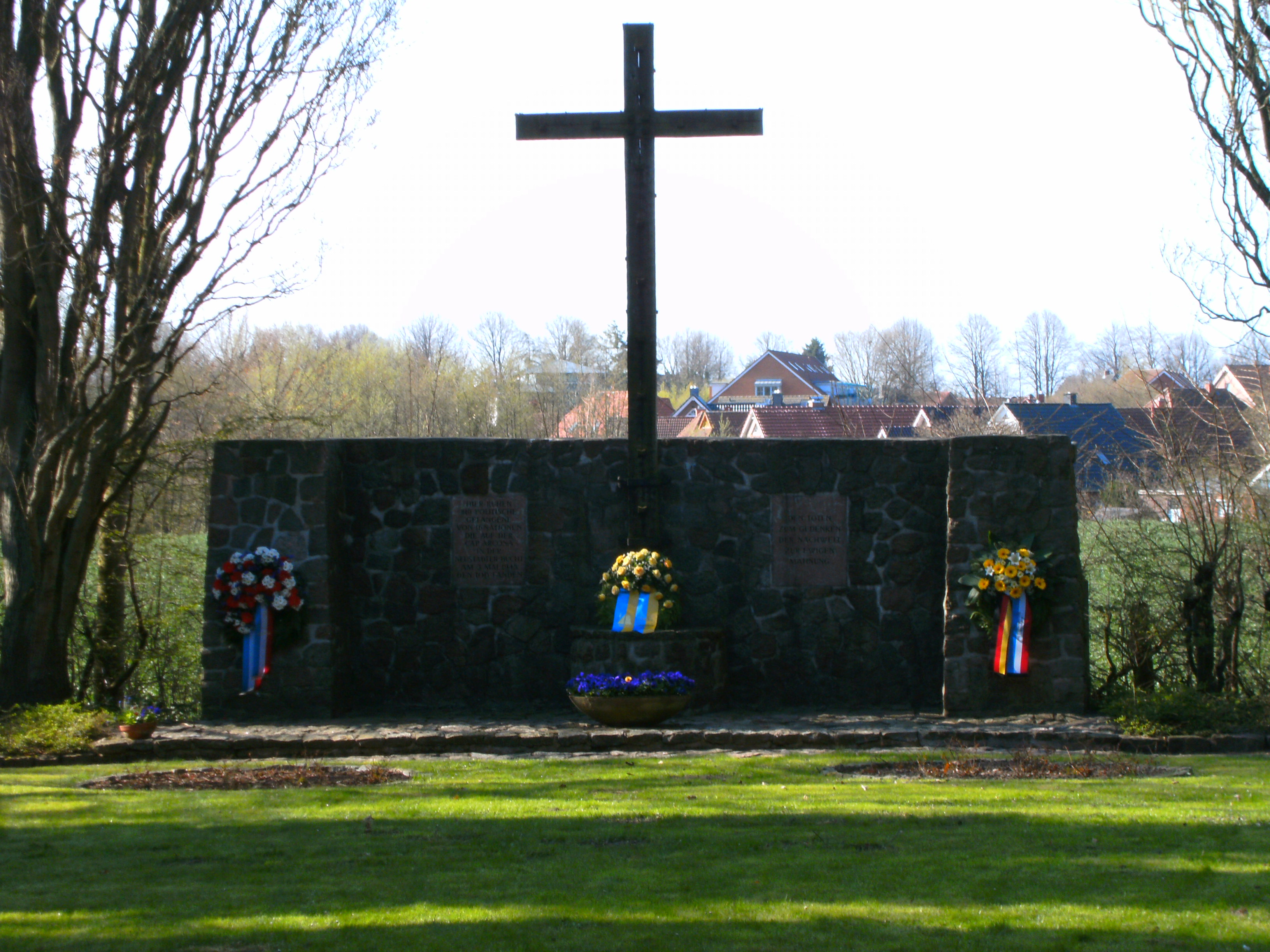
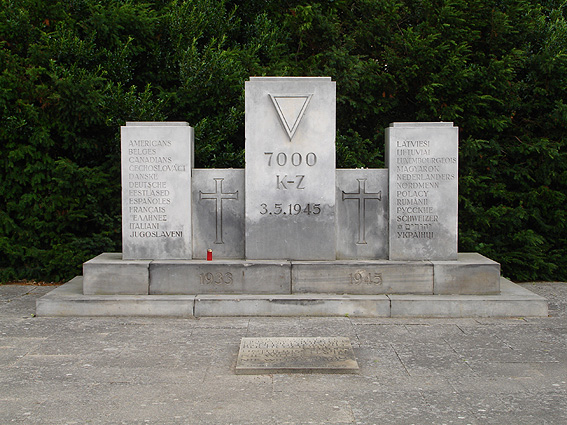